# Championnats du monde juniors de ski alpin 2023
Navigation
Panorama 2022 Les Portes du Soleil 2024
La 42e édition des Championnats du monde juniors de ski alpin se déroule du 19 au 25 janvier 2023 à Saint-Anton en Autriche, à l'exception de l'épreuve par équipe qui se déroulera à Lech/Zürs. C'est la troisième fois que l'Autriche organise ces Championnats du monde juniors, après Bad Kleinkirchheim en 1986 et Altenmarkt en 2007.
La compétition durera six jours pendant lesquels se déroulent onze épreuves : cinq épreuves individuelles masculines et féminines, et une épreuve par équipes mixtes.

## Podiums

### Hommes
| Épreuves                     | Or                                        | Argent                                | Bronze                                 |
| ---------------------------- | ----------------------------------------- | ------------------------------------- | -------------------------------------- |
| Descente 19 janvier 2023     | Rok Ažnoh Slovénie                        | Alban Elezi Cannaferina France        | Livio Hiltbrand Suisse                 |
| Super G 20 janvier 2023      | Livio Hiltbrand Suisse                    | Lenz Hächler Suisse                   | Vincent Wieser Autriche                |
| Slalom géant 22 janvier 2023 | Alban Elezi Cannaferina France            | Eduard Hallberg Finlande              | Oscar Andreas Sandvik Norvège          |
| Slalom 25 janvier 2023       | Corrado Barbera Italie                    | Adam Hofstedt Suède                   | Antoine Azzolin France                 |
| Combiné 20 janvier 2023      | Corrado Barbera Marco Abbruzzese Italie I | Nicko Palamaras Luis Vogt Allemagne I | Jakob Greber Vincent Wieser Autriche I |

### Femmes
| Épreuves                     | Or                                    | Argent                             | Bronze                               |
| ---------------------------- | ------------------------------------- | ---------------------------------- | ------------------------------------ |
| Descente 19 janvier 2023     | Stefanie Grob Suisse                  | Vicky Bernardi Italie              | Pernille Dyrstad Lydersen Norvège    |
| Super G 20 janvier 2023      | Lara Colturi Albanie                  | Stefanie Grob Suisse               | Alice Calaba Italie                  |
| Slalom géant 21 janvier 2023 | Hanna Aronsson Elfman Suède           | Stefanie Grob Suisse               | Lara Colturi Albanie                 |
| Slalom 24 janvier 2023       | Hanna Aronsson Elfman Suède           | Janine Mächler Suisse              | Beatrice Sola Italie                 |
| Combiné 20 janvier 2023      | Janine Mächler Stefanie Grob Suisse I | Elina Lipp Emma Aicher Allemagne I | Beatrice Sola Alice Calaba Italie II |

### Team Event
| Épreuves                           | Or                                                              | Argent                                                                                 | Bronze                                                                          |
| ---------------------------------- | --------------------------------------------------------------- | -------------------------------------------------------------------------------------- | ------------------------------------------------------------------------------- |
| Par équipes mixtes 23 janvier 2023 | Suède Cornelia Öhlund Emil Nyberg Liza Backlund Lucas Kongsholm | Italie Ambra Pomarè Pietro Giovanni Motterlini Giulia Valleriani Davide Leonardo Seppi | Norvège Pernille Dyrstad Lydersen Hans Grahl-Madsen Pia Møller Jesper Wahlqvist |

## Tableau des médailles
| Rang | Nation    | Or | Argent | Bronze | Total |
| ---- | --------- | -- | ------ | ------ | ----- |
| 1    | Suisse    | 3  | 4      | 1      | 8     |
| 2    | Suède     | 3  | 1      | 0      | 4     |
| 3    | Italie    | 2  | 2      | 3      | 7     |
| 4    | France    | 1  | 1      | 1      | 3     |
| 5    | Albanie   | 1  | 0      | 1      | 2     |
| 6    | Slovénie  | 1  | 0      | 0      | 1     |
| 7    | Allemagne | 0  | 2      | 0      | 2     |
| 8    | Finlande  | 0  | 1      | 0      | 1     |
| 9    | Norvège   | 0  | 0      | 3      | 3     |
| 10   | Autriche  | 0  | 0      | 2      | 2     |

## Résultats détaillés

### Hommes

#### Descente
| Place | Nom                     | Pays      | Temps   | Ecart |
| ----- | ----------------------- | --------- | ------- | ----- |
| 1     | Rok Ažnoh               | Slovénie  | 0:55,06 | -     |
| 2     | Alban Elezi Cannaferina | France    | 0:55,56 | 0,50  |
| 3     | Livio Hiltbrand         | Suisse    | 0:55,88 | 0,82  |
| 4     | Vincent Wieser          | Autriche  | 0:55,89 | 0,83  |
| 5     | Charles Gamel Seigneur  | France    | 0:55,97 | 0,91  |
| 6     | Luis Vogt               | Allemagne | 0:55,99 | 0,93  |
| 7     | Noah Geihseder          | Autriche  | 0:56,02 | 0,96  |
| 8     | Niklas Skaardal         | Autriche  | 0:56,09 | 1,03  |
| 9     | Victor Bessière         | France    | 0:56,12 | 1,06  |
| 10    | Luis Tritscher          | Autriche  | 0:56,20 | 1,14  |

#### Super G
| Place | Nom                 | Pays     | Temps   | Ecart |
| ----- | ------------------- | -------- | ------- | ----- |
| 1     | Livio Hiltbrand     | Suisse   | 1:00,17 | -     |
| 2     | Lenz Hächler        | Suisse   | 1:00,20 | 0,03  |
| 3     | Vincent Wieser      | Autriche | 1:00,28 | 0,11  |
| 4     | Simen Sellæg        | Norvège  | 1:00,30 | 0,13  |
| 5     | Noah Geihseder      | Autriche | 1:00,45 | 0,28  |
| 6     | Antoine Azzolin     | France   | 1:00,48 | 0,31  |
| 7     | Marco Abbruzzese    | Italie   | 1:00,60 | 0,43  |
| 8     | Jaakko Tapaneinen   | Finlande | 1:00,85 | 0,68  |
| 9     | Silvano Gini        | Suisse   | 1:00,88 | 0,71  |
| 10    | Lorenzo Thomas Bini | Italie   | 1:01,10 | 0,93  |
| 11    | Flavio Vitale       | France   | 1:01,29 | 1,12  |

#### Slalom géant
| Place | Nom                        | Pays     | Temps   | Ecart |
| ----- | -------------------------- | -------- | ------- | ----- |
| 1     | Alban Elezi Cannaferina    | France   | 1:43,61 |       |
| 2     | Eduard Hallberg            | Finlande | 1:43,93 | 0,32  |
| 3     | Oscar Andreas Sandvik      | Norvège  | 1:44,04 | 0,43  |
| 4     | Theodor Brækken            | Norvège  | 1:44,21 | 0,60  |
| 5     | Sandro Zurbrügg            | Suisse   | 1:44,26 | 0,65  |
| 6     | Hans Grahl-Madsen          | Norvège  | 1:44,36 | 0,75  |
| 7     | Flavio Vitale              | France   | 1:44,51 | 0,90  |
| 8     | Davide Leonardo Seppi      | Italie   | 1:45,05 | 1,44  |
| 9     | Adam Hofstedt              | Suède    | 1:45,16 | 1,55  |
| 10    | Kilian Abplanalp           | Suisse   | 1:45,20 | 1,59  |
| 10    | Pietro Giovanni Motterlini | Italie   | 1:45,20 | 1,59  |

#### Slalom
| Place | Nom                     | Pays       | Temps   | Ecart |
| ----- | ----------------------- | ---------- | ------- | ----- |
| 1     | Corrado Barbera         | Italie     | 1:39,21 |       |
| 2     | Adam Hofstedt           | Suède      | 1:39,50 | 0,29  |
| 3     | Antoine Azzolin         | France     | 1:39,59 | 0,38  |
| 4     | Oscar Andreas Sandvik   | Norvège    | 1:39,80 | 0,59  |
| 5     | Marinus Sennhofer       | Allemagne  | 1:39,95 | 0,74  |
| 6     | Fabian Ax Swartz        | Suède      | 1:40,17 | 0,96  |
| 6     | Alban Elezi Cannaferina | France     | 1:40,17 | 0,96  |
| 8     | Adam Palmer             | Suède      | 1:40,40 | 1,19  |
| 9     | Camden Palmquist        | États-Unis | 1:40,58 | 1,37  |
| 10    | Ralph Seidler           | Autriche   | 1:40,60 | 1,39  |

#### Combiné par équipe
| Pos. | Nation      | Atlètes                          |
| ---- | ----------- | -------------------------------- |
| 1    | Italie 1    | Marco Abbruzzese Corrado Barbera |
| 2    | Allemagne 1 | Nickco Palamaras Luis Vogt       |
| 3    | Autriche 1  | Jakob Greber Vincent Wieser      |

### Femmes

#### Descente
| Place | Nom                       | Pays       | Temps   | Ecart |
| ----- | ------------------------- | ---------- | ------- | ----- |
| 1     | Stefanie Grob             | Suisse     | 0:57,51 | -     |
| 2     | Vicky Bernardi            | Italie     | 0:57,54 | 0.03  |
| 3     | Pernille Dyrstad Lydersen | Norvège    | 0:57,86 | 0.35  |
| 4     | Lara Colturi              | Albanie    | 0:57,91 | 0.40  |
| 5     | Alice Calaba              | Italie     | 0:57,97 | 0.46  |
| 6     | Emma Aicher               | Allemagne  | 0:58,21 | 0.70  |
| 7     | Viktoria Bürgler          | Autriche   | 0:58,25 | 0.74  |
| 8     | Ava Sunshine              | États-Unis | 0:58,27 | 0.76  |
| 9     | Garance Meyer             | France     | 0:58,31 | 0.80  |
| 10    | Lauren Macuga             | États-Unis | 0:58,58 | 1.07  |

#### Super G
| Place | Nom                 | Pays       | Temps   | Ecart |
| ----- | ------------------- | ---------- | ------- | ----- |
| 1     | Lara Colturi        | Albanie    | 1:01,64 | -     |
| 2     | Stefanie Grob       | Suisse     | 1:02,29 | 0,65  |
| 3     | Alice Calaba        | Italie     | 1:02,36 | 0,72  |
| 4     | Emma Aicher         | Allemagne  | 1:02,72 | 1,08  |
| 5     | Vicky Bernardi      | Italie     | 1:02,99 | 1,35  |
| 6     | Lauren Macuga       | États-Unis | 1:03,02 | 1,38  |
| 7     | Katharina Lechner   | Allemagne  | 1:03,11 | 1,47  |
| 8     | Rebeka Jančová      | Slovaquie  | 1:03,24 | 1,60  |
| 9     | Vittoria Cappellini | Italie     | 1:03,39 | 1,75  |
| 10    | Sara Thaler         | Italie     | 1:03,69 | 2,05  |

#### Slalom géant
| Place | Nom                   | Pays      | Temps       | Ecart |
| ----- | --------------------- | --------- | ----------- | ----- |
| 1     | Hanna Aronsson Elfman | Suède     | 2:06,02     | -     |
| 2     | Stefanie Grob         | Suisse    | 2:07,08     | 0,06  |
| 3     | Lara Colturi          | Albanie   | 2:07,26     | 0,24  |
| 4     | Annette Belfrond      | Italie    | 2:07,31     | 0,29  |
| 5     | Emma Aicher           | Allemagne | 2:07,38     | 0,36  |
| 6     | Lisa Nyberg           | Suède     | 2:07,61     | 0,59  |
| 7     | Anuk Brändli          | Suisse    | 2:07,67     | 0,65  |
| 8     | Janine Mächler        | Suisse    | 2:07,87     | 0,85  |
| 9     | Jana Fritz            | Allemagne | 2:07,97     | 0,95  |
| 10    | Garance Meyer         | France    | 2:08,101,08 |       |

#### Slalom
| Place | Nom                   | Pays       | Temps   | Ecart |
| ----- | --------------------- | ---------- | ------- | ----- |
| 1     | Hanna Aronsson Elfman | Suède      | 1:36,98 | -     |
| 2     | Janine Mächler        | Suisse     | 1:37,43 | 0,45  |
| 3     | Beatrice Sola         | Italie     | 1:37,98 | 1,00  |
| 4     | Emma Aicher           | Allemagne  | 1:38,24 | 1,26  |
| 5     | Annette Belfrond      | Italie     | 1:38,25 | 1,27  |
| 6     | Alizée Dahon          | France     | 1:38,53 | 1,55  |
| 7     | Anuk Brändli          | Suisse     | 1:38,67 | 1,69  |
| 8     | Ava Sunshine Jemison  | États-Unis | 1:38,84 | 1,86  |
| 9     | Elina Lipp            | Allemagne  | 1:39,04 | 2,06  |
| 10    | Chiara Pogneaux       | France     | 1:39,09 | 2,11  |

### Combiné par équipe
| Place | Pays        | Athlètes                     |
| ----- | ----------- | ---------------------------- |
| 1     | Suisse 1    | Stefanie Grob Janine Mächler |
| 2     | Allemagne 1 | Emma Aicher Elina Lipp       |
| 3     | Italie 2    | Alice Calaba Beatrice Sola   |

## Classement du trophéeMarc Hodler
Ce Trophée permet de classer les nations en fonction des résultats (par top 10) et détermine les futures places allouées aux nations en catégories juniors.
| Rang | Nation     | Points |
| 1    | Suisse     | 108    |
| 2    | Italie     | 102    |
| 3    | Allemagne  | 70     |
| 4    | France     | 56     |
| 5    | Suède      | 53     |
| 6    | Autriche   | 50     |
| 7    | Norvège    | 49     |
| 8    | États-Unis | 31     |
| 9    | Albanie    | 26     |
| 10   | Finlande   | 21     |
| 11   | Slovénie   | 10     |
| 12   | Slovaquie  | 3      |